# Kaidansaari (ö i Södra Savolax, Nyslott)
Kaidansaari är en ö i Finland. Den ligger i sjön Puruvesi och i kommunen Nyslott i  landskapet Södra Savolax, i den sydöstra delen av landet, 300 km nordost om huvudstaden Helsingfors. Öns största längd är 4,3 kilometer i sydöst-nordvästlig riktning.